# فرفره کاغذی

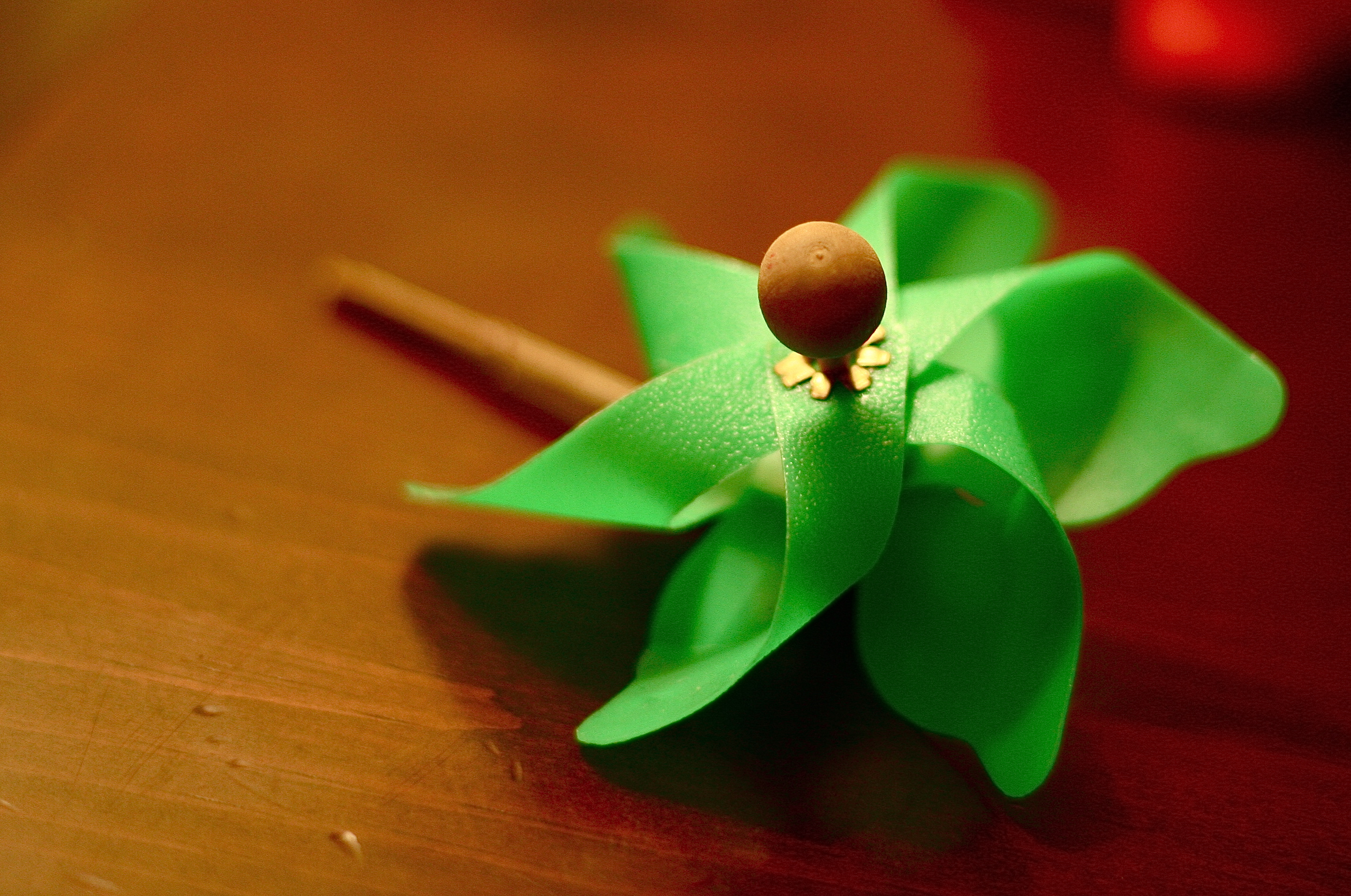
یک فرفرهٔ کاغذی

فرفره یا فرفرهٔ کاغذی (به انگلیسی: pinwheel) یک اسباب‌بازی سادهٔ کودکان است که متشکل از چرخی موج‌دار از جنس کاغذ یا پلاستیک است که در محور آن با سوزن به یک چوب متصل شده‌است. این اسباب‌بازی طوری طراحی شده که هنگام فوت کردن یک شخص یا وزش باد، بچرخد. این وسیله نمونهٔ قدیمی برای فرفره‌های پیچیده‌تر است.توربین بادی شبیه فرفره است.
در ایران به خاطر این استفاده ویژه از سوزن ته گرد، به نام سوزن فرفره نیز مشهور است.

## تاریخچه

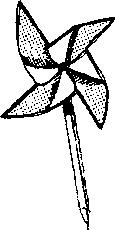
طرحی از فرفره کاغذی

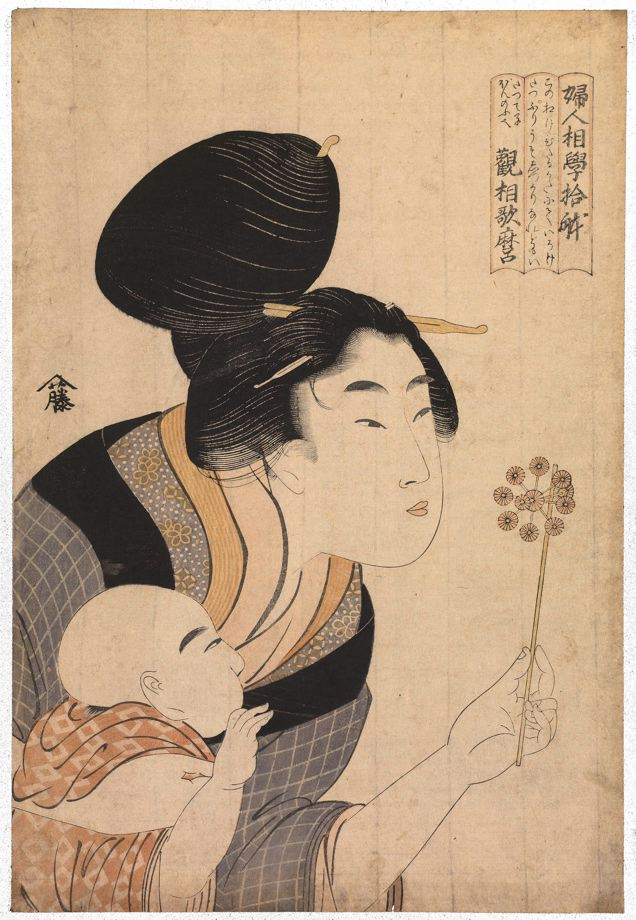
نقاشی اوکی‌یوئه از اوتامارو کیتاگاوا

سبک امروزی فرفره‌ های کاغذی، از آسیای شرقی شکل گرفته هست. به عنوان مثال، در این نوع فرفره ها از تکنیک های تا کردن اوریگامی ژاپنی استفاده می‌شود.
در طول تاریخ، فرفره های کاغذی لحظات سرگرم‌کننده‌ای را برای کودکان فراهم می‌کردند. در ایالات متحده در قرن نوزدهم، هر اسباب‌بازی که کودکان آن را در جریان هوا قرار می‌دادند تا با کمک باد تکان بخورد؛ فرفره محسوب می‌گردید که فرفره های کاغذی امروزی هم شامل می‌شود.
در سال ۱۹۱۹، مایکل جی سیلاف و اتان نوروف (Michael J. Sielaf- Ethan Norof)، اسباب‌بازی سازان ارمنی مهاجر، نسخه امروزی فرفره کاغذی را با نام «wind wheel»  در بوستون، ماساچوست اختراع کردند.  دانیل دوبی (Daniel Dubay) صاحب اسباب‌بازی‌فروشی در استونهام، ماساچوست، فرفره کاغذی را به همراه دو اسباب‌بازی دیگر که اختراعش بود، می فروخت.